# Not like that
«Not Like That»—en español: "No es así"— es el tercer sencillo del álbum Headstrong de la cantante Ashley Tisdale. El sencillo fue lanzado el 25 de enero de 2008 en Alemania. Este sencillo jamás fue realizado oficialmente en los Estados Unidos.

## Información de la canción
La canción fue escrita por Joacim Persson, Niclas Molinder, Pelle Ankarberg, David Jassy (el mismo que coescribió y produjo el primer sencillo de Tisdale "Be Good To Me") y la misma Ashley Tisdale, la cual comentó en varias entrevistas mostrarse encantada por haber participado en las escrituras de varias canciones de su disco Headstrong. Este sencillo fue lanzado el 25 de enero de 2008 en Alemania y el 20 de agosto de 2008 en Brasil como sencillo radial. La canción habla acerca de como una chica enfrenta la fama, el glamour, el estilo y como esto la lleva a convertirse en una modelo a seguir para algunas chicas, pero a la vez ser envidiada por muchas otras, sin embargo todo esto la hace convertirse en una mujer más fuerte en la vida. El sencillo posee ritmos de la Cultura de Arabia Saudita y R&B, fue producido por David Jassy y grabado en Los Ángeles, Estados Unidos en el 2006.

## Video musical
Este video musical comienza mostrando a Ashley Tisdale leyendo una revista oficialmente inventada llamada Nineteen que en la portada dice "¿En qué estaba pensando?" mientras está recostada sobre una cama junto a su hermana Jennifer Tisdale. Luego comienza la melodía árabe y Tisdale se ve en una alfombra roja rodeada de paparazzi los cuales la fotografían, luego todo resultó ser una grabación para un comercial, luego ella sigue viendo revistas donde se ve aparecer en varias revistas con animaciones de ella, en esta canción Tisdale muestra como la fama la agota, pero ella intenta ser una chica normal, a la vez explica que ella no es una simple chica famosa, si no que todo esto la hace más fuerte para enfrentar esto tratando de ironizar con las vidas de otras estrellas de Hollywood como Lindsay Lohan o Britney Spears. El video fue grabado en junio de 2007 junto con los videos para "He Said She Said" y "Suddenly" todos dirigidos por Scott Speer, el cual también tiene varias apariciones en el video además de su hermana Jennifer Tisdale y su exnovio Jared Murillo. El video musical fue estrenado en Viva TV Alemania el 21 de febrero de 2008, sin embargo este ya había sido incluido en su DVD There's Something About Ashley puesto a la venta en Estados Unidos el 13 de noviembre de 2007. El video logró ubicarse en la posición número 6 de la lista Top 100 Videos en iTunes en los Estados Unidos y a la posición número 3 en la lista Top 100 Pop Videos de la misma tienda, sin nunca haber sido estrenado por alguna cadena televisiva de música en ese país.

### Controvérsia
El 19 de septiembre de 2007 fue oficialmente estrenado el video para "He Said She Said" días más tarde los otros dos videos que formaban parte de la trilogía fueron filtrados maliciosamente en Internet, "Not Like That" y "Suddenly", lo cual causó una avalancha de descarga ilegales, además en la cuenta oficial de Tisdale en YouTube habían sido subido los videos oficialmente causando un caos de descargas, lo cual no era conveniente para la venta del DVD There's Something About Ashley que por este mismo motivo se vio en la necesidad por parte de Warner Bros. Records de retrasar su puesta a la venta en una semana el cual estaba pensada para el 7 de noviembre de 2007, pero que finalmente fue el 13 de noviembre de 2007 en Estados Unidos y Canadá, realizando una mayor campaña de marketing y merchandise en el producto para así revertir el gran problema causado por la filtración de los videos musicales.

## Formato y lista de canciones
CD Single Alemán Warner Bros. Records 9362-4988-1 (WEA)
Lanzamiento: 25 de enero de 2008
| CD Single |                 |                    |       |
| 1         | "Not Like That" | Album Version      | 03:01 |
| 2         | "Be Good To Me" | Jack D. Elliot Mix | 06:17 |

 CD Single Pro Alemán Warner Bros. Records 9362-4988-1 (WEA)
Lanzamiento: 25 de enero de 2008
| Maxi Single |                    |                          |       |
| 1           | "Not Like That"    | Album Version            | 03:01 |
| 2           | "He Said She Said" | Jack D. Elliot Radio Mix | 03:38 |
| 3           | "Be Good To Me"    | Jack D. Elliot Mix       | 06:17 |
| 4           | "Not Like That"    | Music Video              | 3:10  |

## Rendimiento en las listas musicales de canciones
La canción fue realizada oficialmente solo en Invierno de Europa, logrando en este continente un regular éxito en países como Alemania, Suiza y Austria, en donde logró posicionarse en lugares de avanzada en las listas musicales oficiales de aquellos países, sin embargo por la escasa promoción realizada la canción no logró permancer mucho tiempo en las listas europeas, siendo su mejor posición la número 20 en Alemania. El 21 de abril de 2008, la canción fue lanzada en Radio como tercer sencillo oficial de Tisdale en Chile.

### Listas musicales de canciones
| País     | Lista musical    | Primera semana | Posición de ingreso | Mejor posición | Semanas en la mejor posición | Semanas en la lista musical | Última semana |
| -------- | ---------------- | -------------- | ------------------- | -------------- | ---------------------------- | --------------------------- | ------------- |
| Europa   |                  |                |                     |                |                              |                             |               |
| Alemania | Top 100 Singles  | 11-02-2008     | 20                  | 20             | 1                            | 9                           | 13-04-2008    |
| Austria  | Top 75 Singles   | 08-02-2008     | 35                  | 31             | 1                            | 9                           | 04-04-2008    |
| Baviera  | Top 100 Singles  | 08-02-2008     | 68                  | 16             | 1                            | 10                          | 11-04-2008    |
| España   | Top 100 Singles  | 13-02-2008     | 16                  | 16             | 1                            | 9                           | 15-04-2008    |
| Europa   | European Hot 100 | 11-02-2008     | 68                  | 68             | 1                            | 3                           | 25-02-2008    |
| Suiza    | Top 100 Singles  | 10-02-2008     | 28                  | 27             | 1                            | 8                           | 30-03-2008    |